# Софтбол
Софтбол е отборен американски спорт, близък по идея до бейзбола, като софтболната топка е по-голяма и се играе на по-малък терен. Софтболът може да се практикува и на закрито.
В различни моменти от историята си спортът е бил известен под имената бейзбол на закрито (mush ball) и мека топка (softball) – което дава името на спорта, също котешка топка и дамски бейзбол, тъй като играта се е играела от доста жени. Всеки отбор се състои от по 9 играчи. Софтболът заедно с бейзбола са извадени от олимпийската програма през 2012 г. и са включени отново в програмата на Игрите в Токио 2020.
Най-известен и игран е в САЩ.

## България
През 1988 г. е създадена Българската федерация по бейзбол и софтбол, тогава е съзаден и първият отбор по софтбол към Клуб по бейзбол и софтбол „Академиците“. Първият Национален шампионат по софтбол се провежда през 1993 г. Клубове по софтбол има в София, Стара Загора, Дупница и Благоевград.
Първият софтболен отбор към „Академиците“ е основан през май 1988 г., когато след статия на Николай Миразчийски във вестник „Средношколско знаме“ на стадион „Академик –4 км“ Юрий Алкалай провежда първото занимание с Мария Кадреева, Борислава Русикова, Диана Колева, Адриана Казанджиева, Виолета Асенова, Елена Матеева, Десислава Кръстева, Даниела Дълбокова, Радослава Липошие-ва, Цветанка Гуркова, Биляна Даракчиева, Емилия Мечкарова, Десислава Георгиева, Даниела Краевска, Даниела Пиргова, Петя Алексиева, Цветелина Гъбенска, Ралица Рангелова, МарияТемелкова, Неда Абаджиева, Ангелина Галтиева, Даниела Давидова, Мила Панова, Гергана Илиева.

### Шампиони на България
- 1993 – Девълс Дупница
- 1994 – Девълс Дупница
- 1995 – Академички София
- 1996 – Бейбс Благоевград
- 1997 – 2 отбора на 2-ро място – Юнак София, Войни Стара Загора
- 1998 – Академички София
- 2004 – Бейбс Благоевград
- 2005 – Бейбс Благоевград
- 2006 – Атлетик София
- 2007 – Бейбс Благоевград
- 2008 – Академички София
- 2009 – Академички София
- 2010 – Академички София
- 2011 – Ейнджълс Дупница
- 2012 – Академички София
- 2013 – Бейбс Благоевград
- 2014 – Бейбс Благоевград
- 2015 – Бейбс Благоевград
- 2016 – Академички София